# Conímbriga
Conímbriga va ser una antiga ciutat romana que es localitza a 16 km al sud de Coïmbra, i a 2 km de Condeixa-a-Nova. El nom significa 'Ciutat dels conis', una antiga tribu lusitana que probablement ja menciona Heròdot amb el nom de kunesioi. El lloc va ser després ocupat pels sefes, segons diu Aviè a l'Ora Maritima, que eren una tribu celta de la cultura de Hallstatt, entre finals del segle vii aC i el segle v-. A finals del segle ii aC la va ocupar Dècim Juni Brut Galaic. En temps d'August s'hi van fer importants transformacions quan es van construir les termes públiques i el fòrum.
Plini el Vell diu que Conímbriga era un oppidum de Lusitània, i en temps dels Flavis va ser municipi amb el nom de Flavia Conimbriga. L'Itinerari d'Antoní la situa entre Olisipo (Lisboa) i Bracara Augusta (Braga) i diu que hi havia una Mansio.
A principis del segle iv es va fortificar la ciutat davant dels atacs dels sueus, que en diverses incursions van destruir les muralles i part de la ciutat que els habitants van anar abandonant, probablement en temps de l'emperador Flavi Honori. Segons l'historiador Hidaci, l'any 458 els sueus van atacar la ciutat per segona vegada i la van destruir quasi completament. Encara l'any 561 era la seu d'un bisbe, que aviat va marxar i es va instal·lar a Aeminium (Coïmbra) molt més fàcil de defensar. Els visigots encara la van habitar, i s'hi han trobat monedes del temps del rei Roderic i també monedes àrabs.
Conímbriga és un dels majors poblats romans de què hi ha vestigis a Portugal. És Monument Nacional i l'estació arqueològica romana més ben estudiada en el país. Conímbriga va ser, en l'època de la invasió romana de la península Ibèrica, la principal ciutat del Conventus Scallabitanus, província romana de la Lusitània. S'han excavat diversos edificis i s'ha localitzat una residència important amb banys privats, tres cases més petites però luxoses, dos banys públics, una església paleocristiana i probablement una fonda. S'ha trobat també el fòrum construït en temps d'August, el fòrum aixecat pels Flavis que el va reemplaçar, dues insulae de cases i diversos edificis comercials. De l'època de Trajà s'han localitzat uns bans públics.
L'estació inclou el Museu Monográfico de Conímbriga, on estan exposats molts dels artefactes trobats en les excavacions arqueològiques, incloent-hi monedes i instruments mèdics.

## Galeria d'imatges

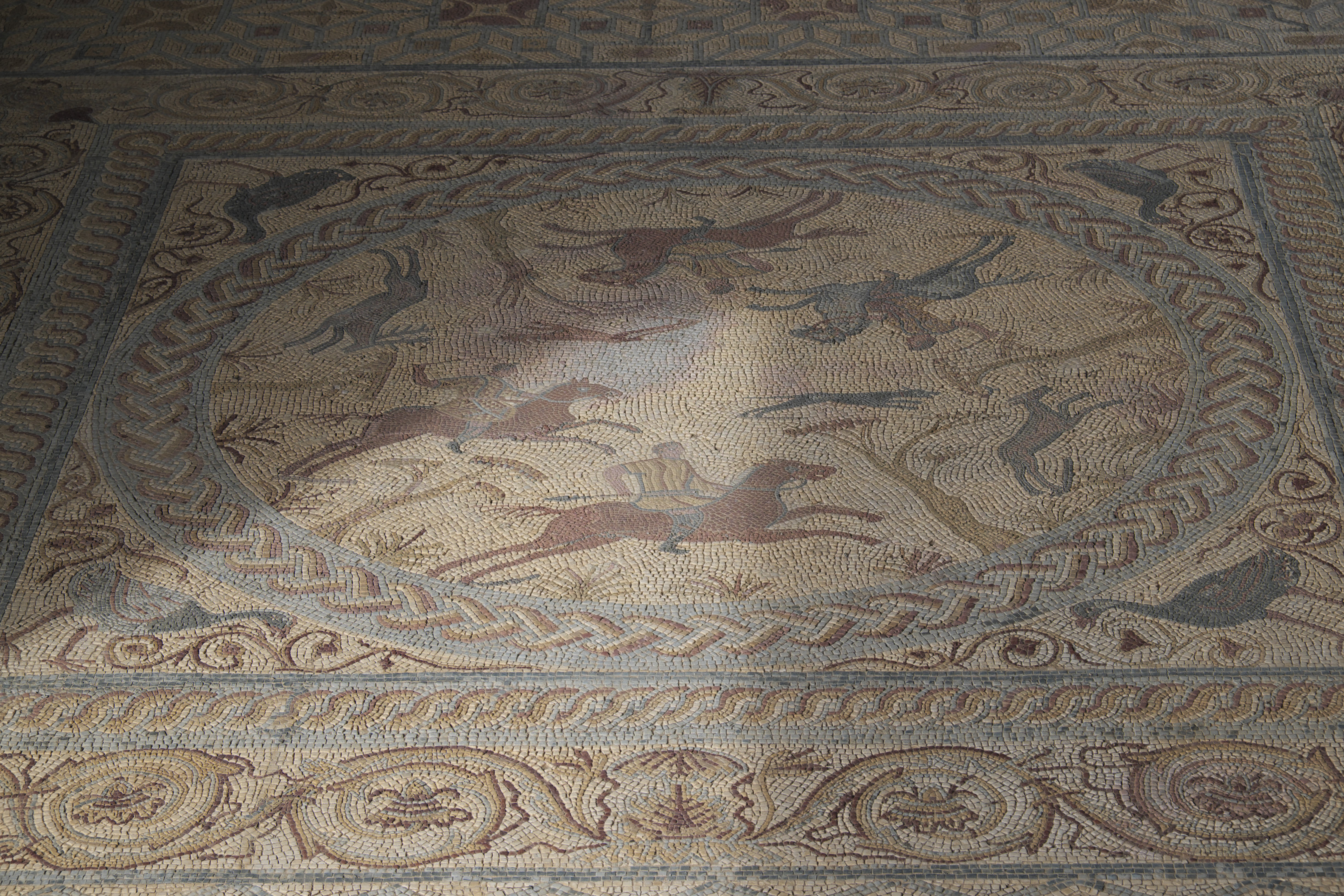
Cavallers, un dels elaborats paviments de mosaic
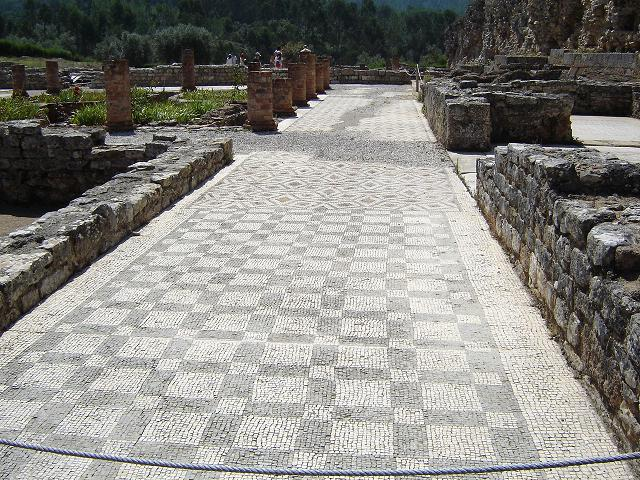
Conímbriga - Carrer
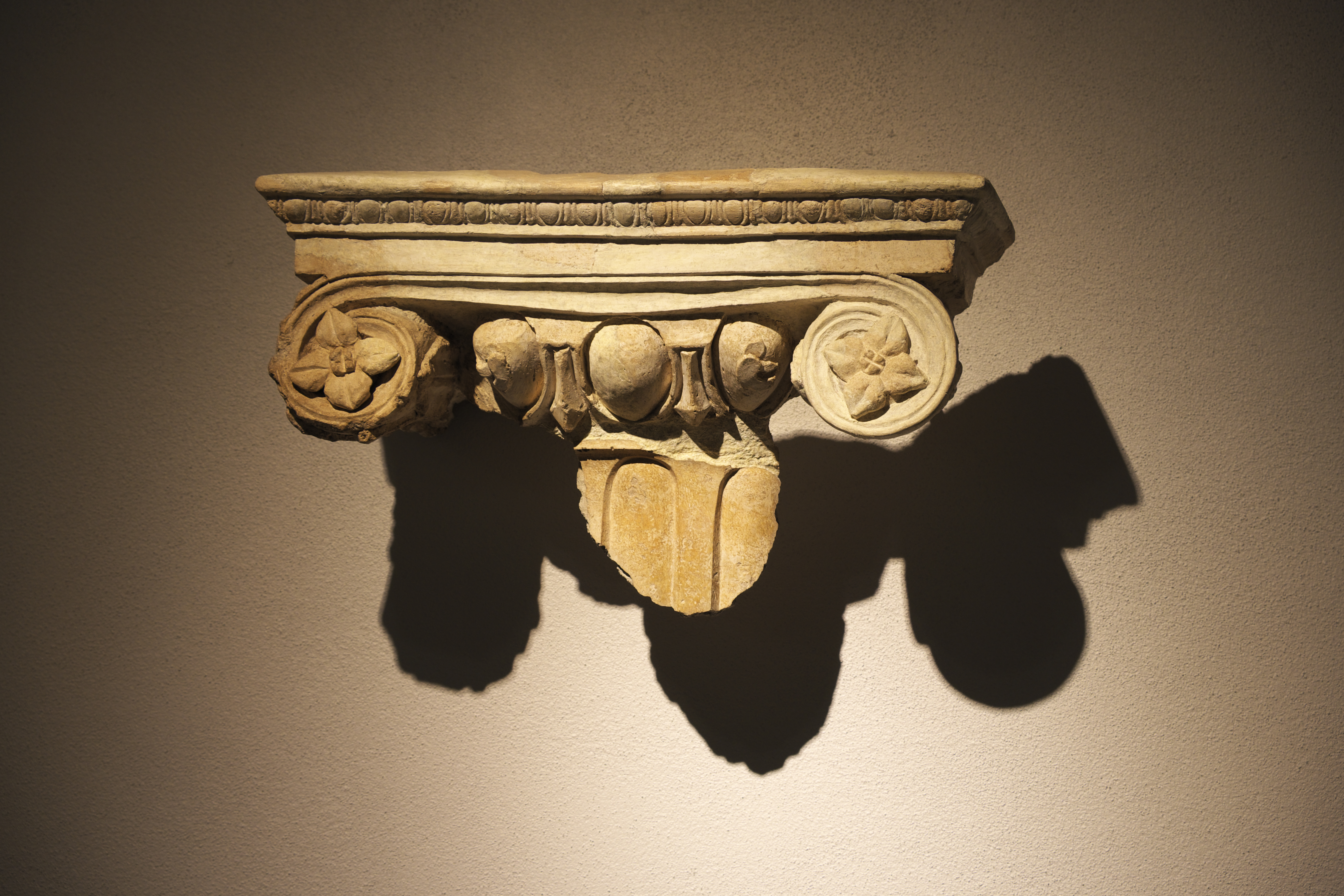
Capitell
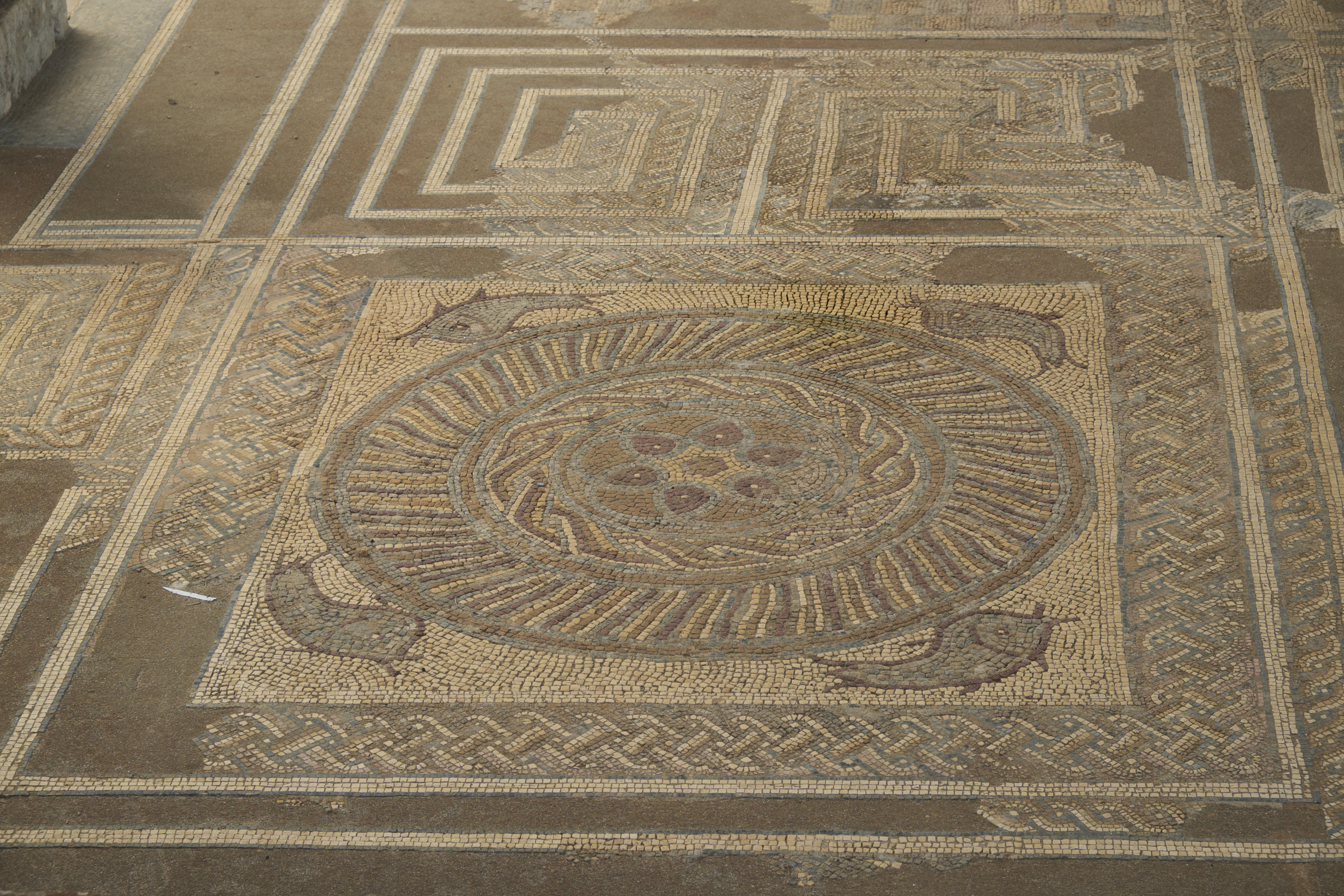
Mosaic representant peixos
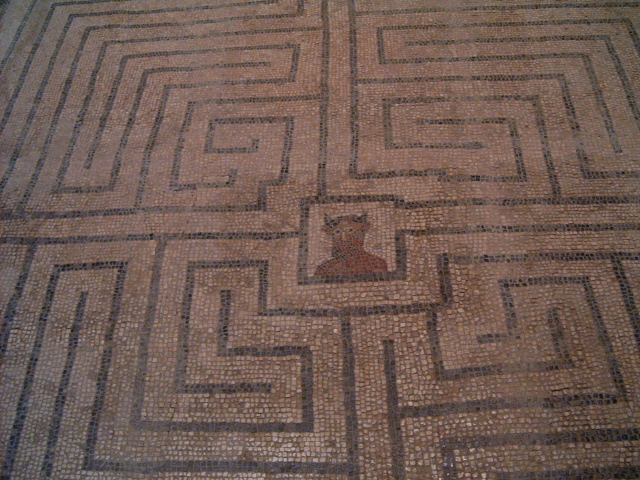
Mosaic representant un laberint

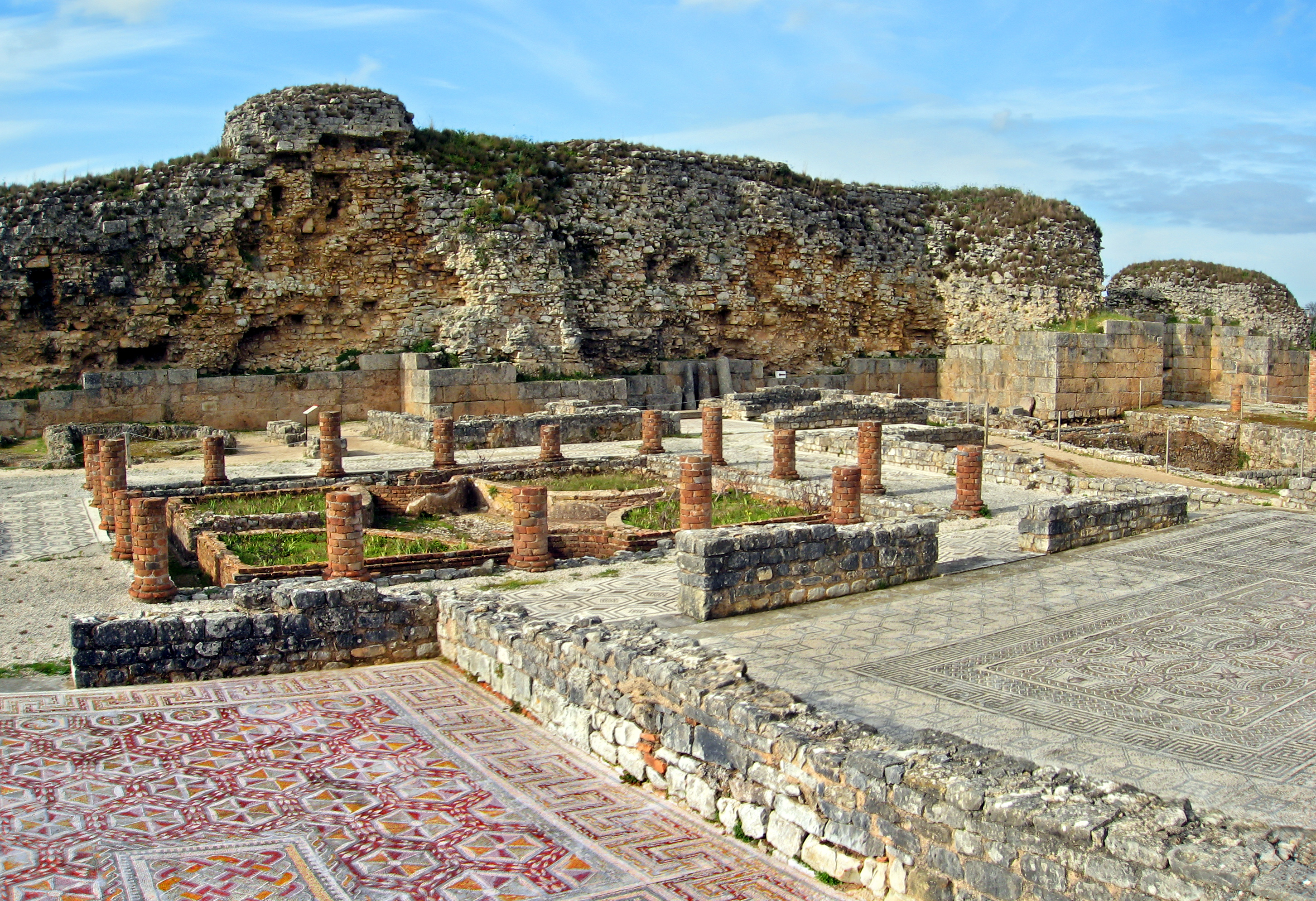
Vista de Conímbriga
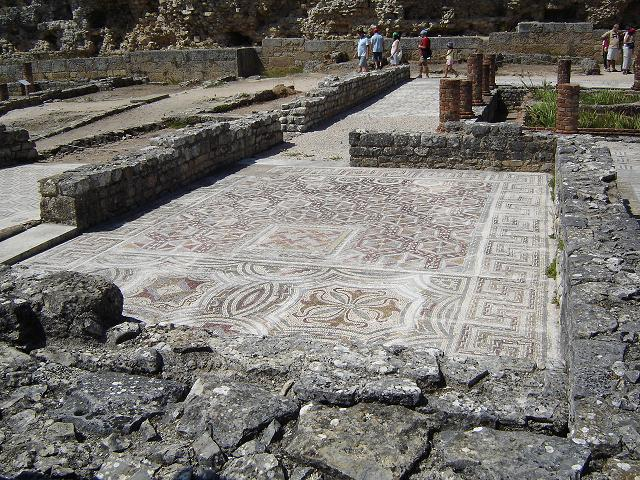
Sala amb paviment de mosaic
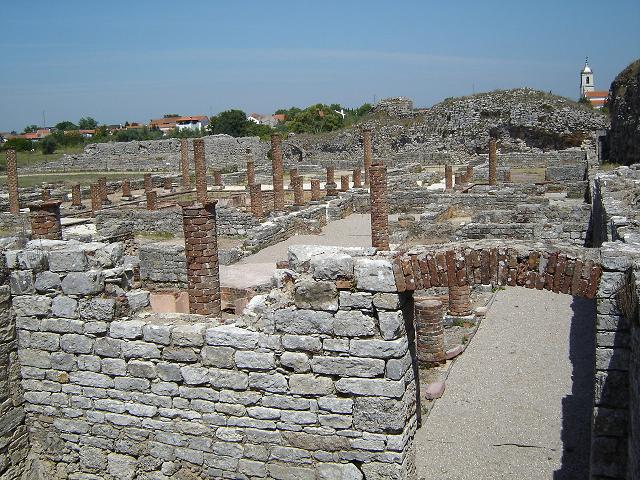
Vista de Conímbriga
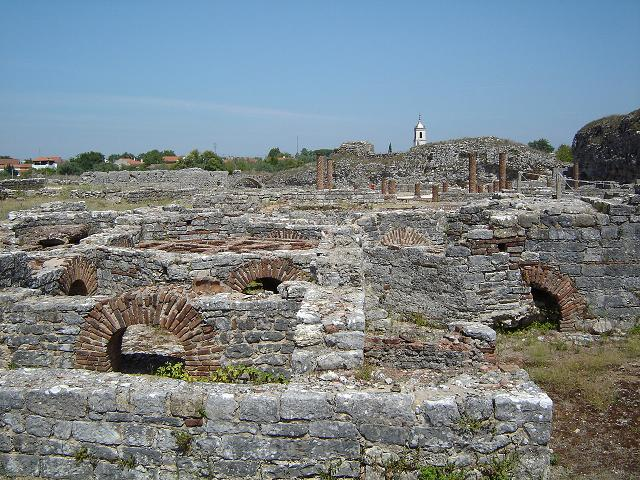
Vista de la zona de les termes, Conímbriga
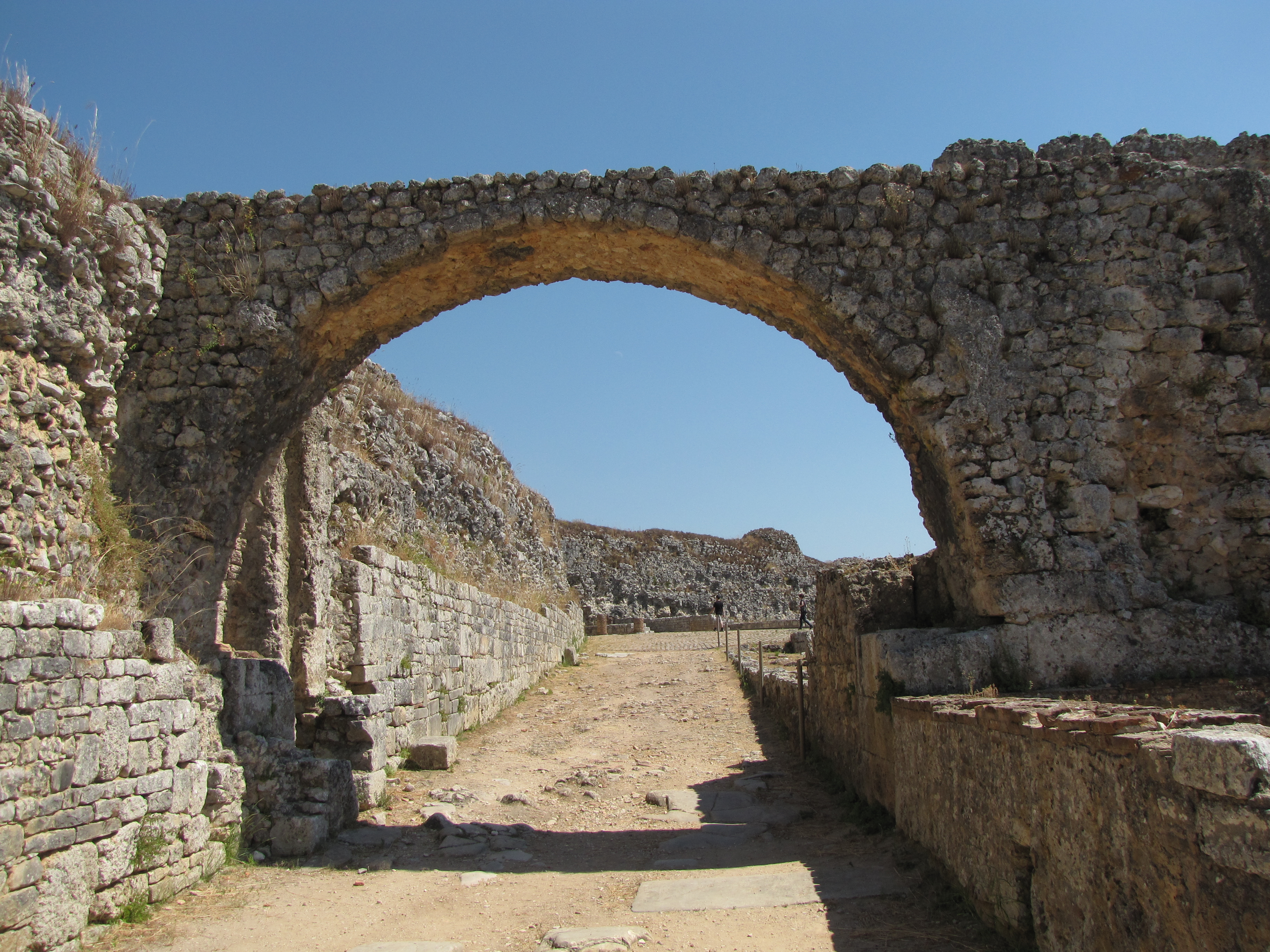
Arc i mur de Conímbriga